# Miss Spanien

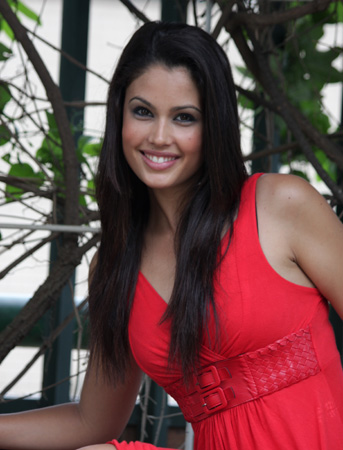
Patricia Yurena Rodríguez, Miss Spanien 2008

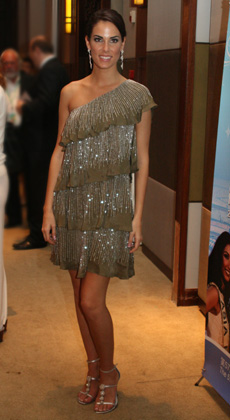
Natalia Zabala Arroyo, Miss Spanien 2007

Miss Spanien ist die deutsche Bezeichnung für einen jährlichen nationalen Schönheitswettbewerb in Spanien. Offiziell heißen Wettbewerb und Siegerin Miss España (früher auch als Señorita España  bezeichnet). Es gibt die Veranstaltung seit 1929. Allerdings nahmen bereits 1927 die Tänzerin und Schauspielerin María Casajuana und 1928 Águeda Adorna an der Wahl zur Miss Universe in Galveston als Vertreterinnen Spaniens teil. Auf welchem Weg sie sich qualifizierten, ist nicht bekannt.
Ab 1936 sorgten Spanischer Bürgerkrieg und die anschließende Diktatur des Caudillo Francisco Franco für eine jahrzehntelange Unterbrechung. Erst 1960 ließ sich der General und Staatschef erweichen, den Wettbewerb wieder zu erlauben.
Dennoch nahmen in den Folgejahren noch Kandidatinnen für Spanien an der Wahl zur Miss Europe teil: 1936 Antonia Arquès, 1937 Ambarina de Los Reyes und 1938 Isa Reyes. Wo und wie sie sich qualifizierten, ist nicht überliefert.

## Die Siegerinnen
| Jahr    | Miss Spanien                  | Region               |
| ------- | ----------------------------- | -------------------- |
| 1929    | Pepita Samper                 | Valencia             |
| 1930    | Elena Plá                     | Valencia             |
| 1931    | Ermelina Carreño              | Castilla la Nueva    |
| 1932    | Teresita Daniel               | Cataluña             |
| 1933    | Emilia Docet                  | Madrid               |
| 1934    | María Eugenia Henríquez Girón | Madrid               |
| 1935    | Alicia Navarro Cambronero     | Teneriffa            |
| 1936–59 | nicht ausgetragen             | nicht ausgetragen    |
| 1960    | Elena Herrera                 | País Vasco           |
| 1961    | Carmen Cervera Fernández      | Cataluña             |
| 1962    | Maruja García Nicolau         | Mallorca             |
| 1963    | María Rosa Pérez Gómez        | Tenerife             |
| 1964    | María José Ulla               | Madrid               |
| 1965    | Alicia Borrás                 | Barcelona            |
| 1966    | Paquita Torres Pérez          | Andalucía Oriental   |
| 1967    | Paquita Delgado Sánchez       | Andalucía Occidental |
| 1968    | Amparo Rodrigo                | Valencia             |
| 1969    | Noelia Afonso                 | Tenerife             |
| 1970    | Josefina Román                | Cádiz                |
| 1971    | María del Carmen Muñoz        | ?                    |
| 1972    | Rocío Martín Madrigal         | Andalucía Occidental |
| 1973    | Amparo Muñoz Quesada          | Costa del Sol        |
| 1974    | Natividad Rodríguez Fuentes   | Tenerife             |
| 1974    | Consuelo Martín López         | Atlántico            |
| 1975    | Olga Fernández Pérez          | Galicia              |
| 1976    | Luz María Polegre Hernández   | Tenerife             |
| 1977    | Guillermina Ruiz Doménech     | Baleares             |
| 1978    | Gloria María Valenciano       | Lanzarote            |
| 1979    | María Dolores Forner Toro     | Madrid               |
| 1980    | Francisca Ondiviela           | Las Palmas           |
| 1981    | Cristina Pérez Cottrell       | Costa del Sol        |
| 1982    | Ana Isabel Herrero García     | Aragón               |
| 1983    | Garbiñe Abásolo García        | Euskadi              |
| 1984    | Juncal Rivero Fadrique        | Kastilien und León   |
| 1985    | Amparo Martínez Cerdán        | Comunidad Valenciana |
| 1986    | Remedios Cervantes Montoya    | Andalucía Oriental   |
| 1987    | Sonsoles Artigas Mederos      | Las Palmas           |
| 1988    | Eva María Pedraza López       | Andalucía Occidental |
| 1989    | Raquel Revuelta Armengou      | Andalucía Occidental |
| 1990    | Esther Arroyo Bermúdez        | Andalucía Occidental |
| 1991/92 | Sofía Mazagatos Gómez         | Madrid               |
| 1992/93 | Eugenia Santana Alba          | Gran Canaria         |
| 1993/94 | Raquel Rodríguez Hidalgo      | Andalucía Occidental |
| 1995    | María Reyes Vázquez           | Soria                |
| 1996    | María José Suárez Benítez     | Sevilla              |
| 1997    | Inés Sainz Esteban            | Vizcaya              |
| 1998    | María José Besora Villanueva  | Murcia               |
| 1999    | Lorena Bernal Pascual         | Guipúzcoa            |
| 2000    | Helen Lindes Griffiths        | Las Palmas           |
| 2001    | Lorena Van Heerde Ayala       | Alicante             |
| 2002    | Vania Millán Miras            | Almería              |
| 2003    | Eva María González Fernández  | Sevilla              |
| 2004    | María Jesús Ruiz Garzón       | Jaén                 |
| 2005    | Verónica Hidalgo              | Girona               |
| 2006    | Elisabeth Reyes Villegas      | Málaga               |
| 2007    | Natalia Zabala Arroyo         | Guipúzcoa            |
| 2008    | Patricia Yurena Rodríguez     | Tenerife             |
| 2009    | Estíbaliz Pereira Rárade      | Galicia              |
| 2010    | Paula Guilló Sempere          | Aragón               |